# Les Charlatans de Belcastel
Les Charlatans de Belcastel (Die Quacksalber von Quedlinburg, litt. « Les Charlatans de Quedlinburg ») est un jeu de société créé par Wolfgang Warsch sorti en 2018 et édité par Schmidt Spiele. Il a remporté le Kennerspiel des Jahres en 2018.

## Présentation
Les joueurs incarnent des guérisseurs qui se réunissent lors d'une grande fête de 9 jours dans la ville de Belcastel pour présenter leurs remèdes. 
Au cours de la partie, à l’instar des jeux de deckbuilding, les joueurs doivent tirer des ingrédients dans un sac personnel qu'ils vont améliorer au cours de la partie, en y ajoutant des ingrédients plus puissants. 
Le joueur avec le plus de points de victoire à la fin de la 9ème manche l'emporte. 

## Extensions
| Année | Titre original                                    | Titre                                                   | Auteur          | Commentaire |
| ----- | ------------------------------------------------- | ------------------------------------------------------- | --------------- | --- |
| 2019  | Die Quacksalber von Quedlinburg - Die Kräterhexen | Les Charlatans de Belcastel - Les Sorcières s'en mêlent | Wolfgang Warsch | Ajoute un nouvel ingrédient (le chou des fous ), les sorcières, 2 nouveaux set d'ingrédients - Permet de jouer à 5 joueurs |
| 2020  | Die Quacksalber von Quedlinburg - Die Alchimisten | Les Charlatans de Belcastel - Les Alchimistes           | Wolfgang Warsch | |

## Jeux dérivés
| Année | Titre original                            | Titre                                 | Auteur          | Commentaire                                           |
| ----- | ----------------------------------------- | ------------------------------------- | --------------- | ----------------------------------------------------- |
| 2022  | Die Quacksalber von Quedlinburg - Big Box | Les Charlatans de Belcastel - Megabox | Wolfgang Warsch | La boite comprend le jeu et ses 2 extensions          |
| 2022  | Mit Chacks & Co. nach Quedlinburg         | Le grand prix de Belcastel            | Wolfgang Warsch | Version enfant - Nommé au Kinderspiel des Jahres 2022 |

## Récompenses
| Année | Cérémonie         | Catégorie                                                | État       | Références |
| ----- | ----------------- | -------------------------------------------------------- | ---------- | ---------- |
| 2018  | Golden Geek Award | Jeu familial de l'année                                  | Récompensé |            |
| 2018  | Spiel des Jahres  | Kennerspiel des Jahres (jeu pour connaisseur de l'année) | Récompensé | ,          |
| 2019  | Guldbrikken       | Jeu adulte de l'année au Danemark                        | Récompensé |            |